# أندي أولد
أندرو أولد (بالإنجليزية: Andrew Auld)‏ الشهير باسم أندي أولد (بالإنجليزية: Andy Auld)‏ (26 يناير 1900 في ستيفينستون، اسكتلندا – 6 ديسمبر 1977 في جونستون، الولايات المتحدة) لاعب كرة قدم اسكتلندي أمريكي راحل كان يجيد اللعب في مركز الجناح كما يجيد اللعب في مركز المهاجم . مثل منتخب الولايات المتحدة 5 مرات منها 3 في بطولة كأس العالم لكرة القدم 1930 التي أقيمت في الأوروغواي .

## وصلات خارجية
- أندي أولد على موقع الاتحاد الدولي (مؤرشف)  (الإنجليزية)
- أندي أولد على موقع قاعدة بيانات كرة القدم.إي يو (الإنجليزية)
- أندي أولد على موقع ناشيونال فوتبول تيمز (الإنجليزية)
- أندي أولد على موقع Soccerway.com (الإنجليزية)
- أندي أولد على موقع عالم كرة القدم.نت (الإنجليزية)

- هذا متحف كرة القدم